# Paseo Tabasco
El paseo Tabasco es la avenida más importante y emblemática de la ciudad de Villahermosa. Originalmente, se llamó Avenida Revolución ya que su trazo fue realizado tras finalizar los acontecimientos del periodo conocido como  Revolución Mexicana. Fue encargado por gobernador Francisco Javier Santamaría a finales de la década de 1940. Después consolidó su actual nombre, como Tabasco.
Por su zona más céntrica han transcurrido hechos históricos de importancia, celebraciones populares y actividades cívicas. En su recorrido se ubicaban monumentos esenciales de la capital de Tabasco —como el Monumento a Gregorio Méndez Magaña (que fueron retirados para una mejor circulación de autos en la ciudad)— edificios prominentes, entre ellos la Torre Empresarial, el más alto de la ciudad, así como otros de interés financiero, hotelero y comercial. Diversos estilos arquitectónicos pueden hallarse en el paseo debido a sus diferentes periodos históricos, desde los pocos vestigios del barroco, el estilo internacional de los cincuenta hasta la arquitectura más contemporánea.
En sus aproximadamente 4.5 km de largo, corre desde el poniente, en la zona de Tabasco 2000, pasando por las Club Campestre, Galaxias y el Parque Tomás Garrido hacia el centro, hasta alcanzar la Zona Rosa y la colonia Mayito, el Centro Histórico y al sur, Gaviotas Norte y el inicio de los edificios del CICOM. Desde las últimas décadas del siglo XX, su trazo se extiende después del entroque con el Boulevard Adolfo Ruíz Cortinez hasta el periférico, y el puente Prolongación del Paseo Tabasco, hasta su encuentro con el Eje 2 Sur en la llamada Glorieta del Reloj Floral de Villahermosa, antes denominada Glorieta Gaviotas.
- Datos: Q65166344